# Armidale
Pour les articles homonymes, voir Armadale.
Armidale est une ville australienne, chef-lieu de la zone d'administration locale de la région d'Armidale, située dans l'État de Nouvelle-Galles du Sud.

## Toponymie
La ville doit son nom à la ville d'Armadale, située sur l'île de Skye, en Écosse.

## Géographie
Armidale est située à mi-distance entre Sydney au sud et Brisbane au nord. Elle est établie à 1 000 m d'altitude, sur les Plateaux du nord dans la Cordillère australienne.
Vers l'est, Armidale s'étend sur des vallées boisées communiquant avec la plaine côtière et séparées entre elles par des plateaux granitiques à la végétation pauvre ou basaltiques et beaucoup plus fertiles. Vers l'ouest, le territoire est formé de molles collines couvertes de prairies ou de bush.
La région possède un grand nombre de zones d'une grande beauté et d'un grand intérêt scientifique, dont plusieurs parcs classés au patrimoine mondial de l'Humanité :
- New England National Park
- Oxley Wild Rivers National Park
- Mount Yarrowyck Nature Reserve

### Climat
L'altitude de la ville lui permet de bénéficier d'un climat doux avec, en été, une chaleur supportable (température maximale moyenne en été: 20,3 °C), un printemps et d'un automne bien marqués et un hiver court et froid avec 2 ou 3 jours de neige par an. La pluviométrie est de 800 mm par an. La ville a connu trois tornades (29 septembre 1996, 1er janvier 2001 et 21 décembre 2006), qui ont fait des dégâts dans la ville.

### Transports
Coffs Harbour sur la côte est à deux heures de voiture par Dorrigo et Bellingen sur la rivière Bellinger.
Armidale est le terminus de la voie ferrée de la Northern Railway qui la relie directement à Sydney.
La ville possède aussi un aéroport (code AITA : ARM) avec des connexions quotidiennes vers Sydney, avec quelquefois escale à Tamworth.

## Histoire
La région est d'abord habitée par les Aniwan, une population aborigène.
Les premiers colons européens s'y installent au début des années 1830, peu après l'exploration de la région par John Oxley. Au début, c'est un point de rencontre des agriculteurs. Puis la découverte de mines d'or (« Rocky River » et « Gara Gorges »), dans la région, en 1850, favorise le développement de la ville.
Armidale devient une municipalité en 1863 et prend le statut de ville en 1885. En 2000, elle est fusionnée avec le comté de Dumaresq pour former la zone d'administration locale d'Armidale Dumaresq. Depuis 2016, la ville est le chef-lieu du conseil de la région d'Armidale.

## Démographie
| 2006   | 2011   | 2016   | 2021   |
| ------ | ------ | ------ | ------ |
| 21 660 | 22 468 | 23 352 | 21 312 |

## Galerie

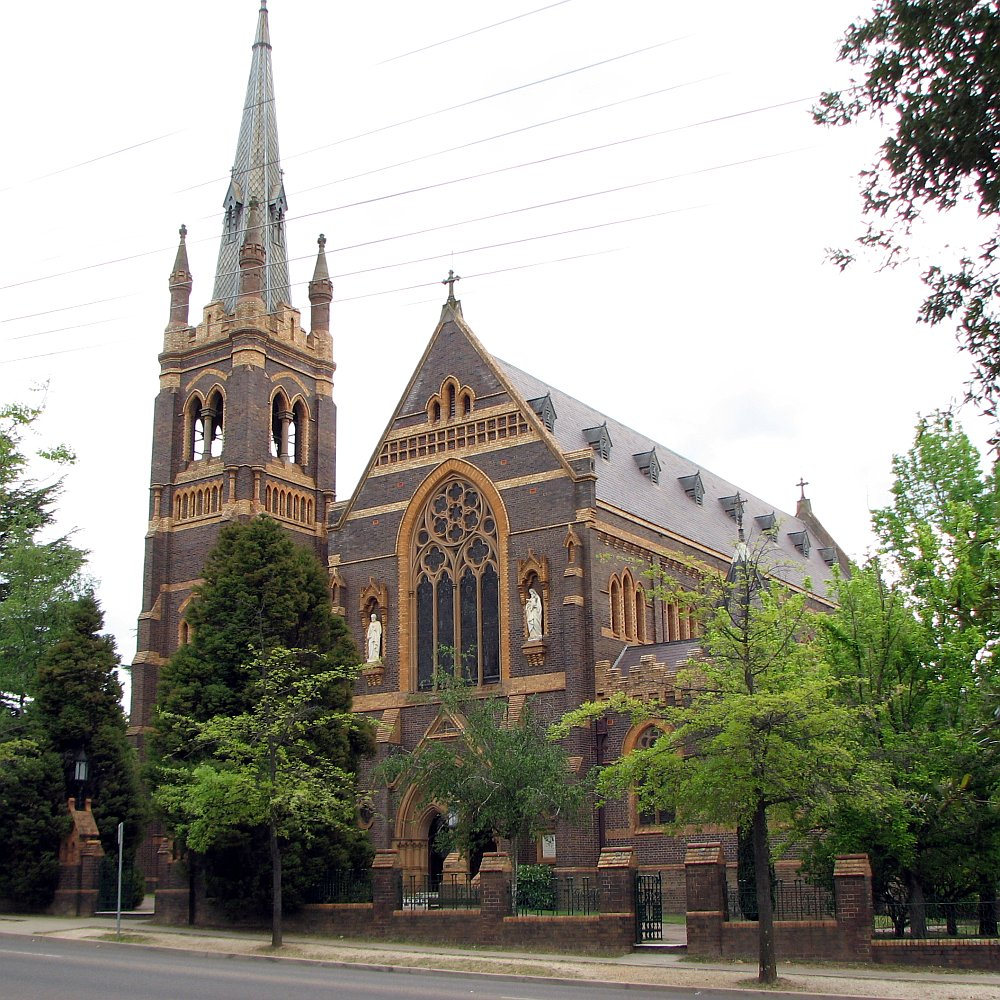
La cathédrale catholique Sainte-Marie et Saint-Joseph, à Armidale
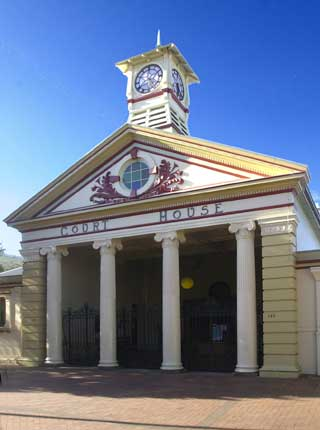
L'ancien palais de justice d'Armidale
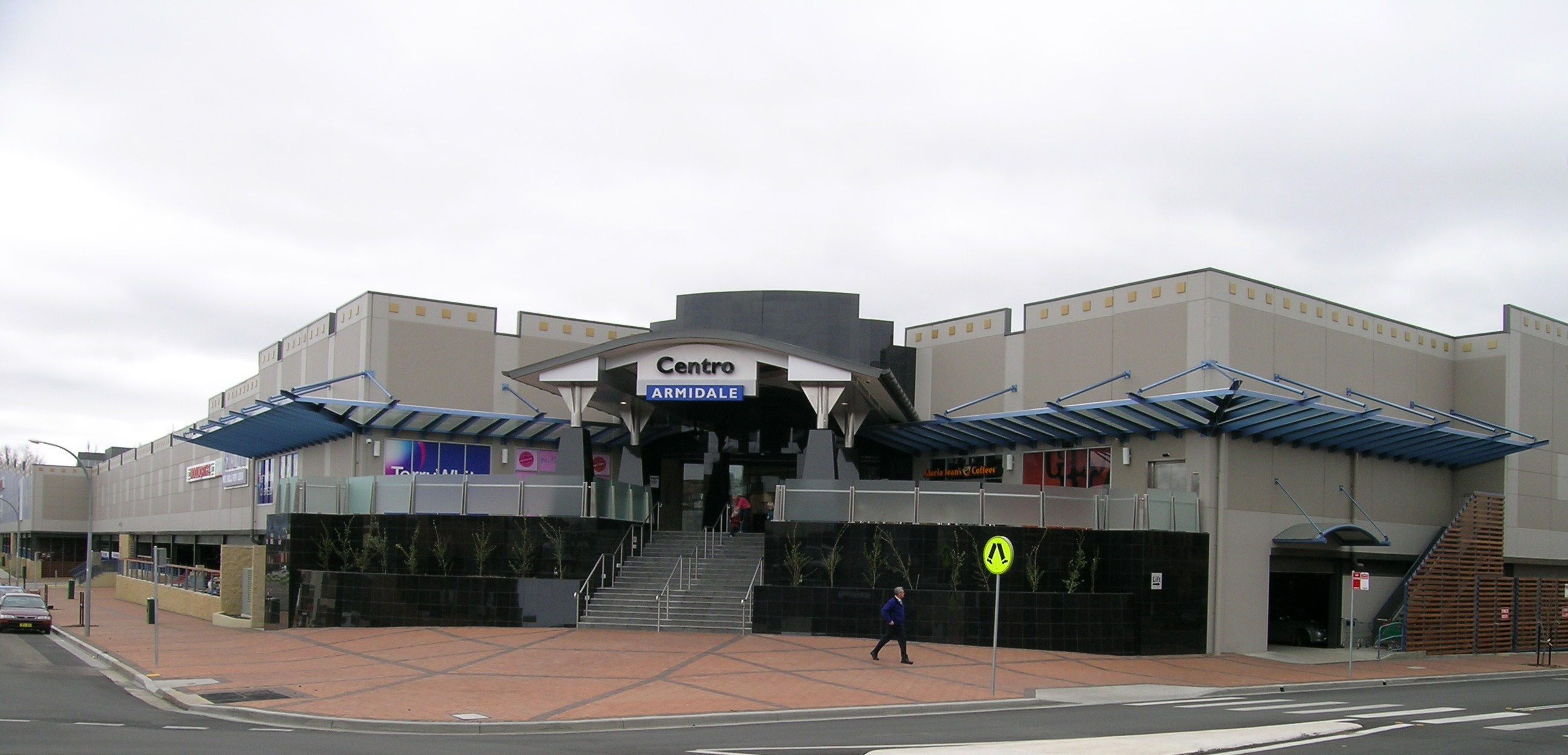
Centre commercial Centro